# Фінал Кубка Франції з футболу 2024
Фінал Кубка Франції з футболу 2024 року (фр. Finale de la Coupe de France de football 2024) — футбольний матч між «Ліоном» і «Парі Сен-Жермен», у якому визначився переможець Кубка Франції сезону 2023/24 років, 107-го розіграшу Кубка Франції.
Через модернізацію стадіону «Стад де Франс» для проведення Олімпійських і Паралімпійських ігор фінал був перенесений на стадіон «П'єр-Моруа» у Вільнев-д'Аску. Це був перший випадок в історії турніру, коли фінал проходив за межами Парижа або його передмість.
«Парі Сен-Жермен» виграв матч з рахунком 2:1 і завоював свій рекордний п'ятнадцятий титул Кубка Франції.

## Шлях до фіналу
| «Ліон»      | «Ліон»             | Раунд                 | «Парі Сен-Жермен» | «Парі Сен-Жермен» |
| ----------- | ------------------ | --------------------- | ----------------- | ----------------- |
| Суперник    | Результат          | Кубок Франції 2023/24 | Суперник          | Результат         |
| «Понтарльє» | 3–0 (г)            | 1/32 фіналу           | «Ревель»          | 9–0 (г)           |
| «Бержерак»  | 2–1 (г)            | 1/16 фіналу           | «Орлеан»          | 4–1 (г)           |
| «Лілль»     | 2–1 (д)            | 1/8 фіналу            | «Брест»           | 3–1 (д)           |
| «Страсбур»  | 0–0 (4–3 пен.) (д) | Чвертьфінал           | Ніцца             | 3–1 (д)           |
| «Валансьєн» | 3–0 (д)            | Півфінал              | «Ренн»            | 1–0 (д)           |

## Історія
2 квітня 2024 року «Ліон» після перемоги над друголіговим «Валансьєном» з рахунком 3:0 у півфіналі кваліфікувався у фінальний матч вперше за дванадцять років, з часів свого останнього переможного фіналу у 2012 році. Загалом це став дев'ятий фінал Кубка Франції для «Ліона» (перемоги в 1964, 1967, 1973, 2008 і 2012; поразки в 1963, 1971 і 1976 роках).
Наступного дня «Парі Сен-Жермен» також вийшов до фіналу, вигравши свій півфінал проти «Ренна»(1:0) на переповненому «Парк де Пренс» завдяки голу свого лідера Кіліана Мбаппе. Це став двадцятий вихід у фінал кубка для парижан, 14 з яких вони виграли.
«Ліон» і «Парі Сен-Жермен» вже зустрічались до цього у фіналі Кубка Франції, що відбулося 2008 року. Тоді ліонці здобули трофей, перемігши 1:0 завдяки голу Сіднея Гову.

## Матч

### Деталі
| 25 травня 2024 21:00 CEST |

| «Ліон»        | 1–2      | «Парі Сен-Жермен»        |
| ------------- | -------- | ------------------------ |
| - О'Браєн 55' | Протокол | - Дембеле 22' - Руїс 34' |

| «П'єр Моруа», Вільнев-д'Аск Глядачів: 46 577 Арбітр: Франсуа Летексьє |

| «Ліон» | «Парі Сен-Жермен» |

| ВР       | 23 | Лукас Перрі            |       |     |
| ЗХ       | 22 | Клінтон Мата           |       | 73' |
| ЗХ       | 12 | Джейк О'Браєн          |       |     |
| ЗХ       | 55 | Дує Чалета-Цар         | 45+2' |     |
| ЗХ       | 3  | Ніколас Тальяфіко      | 88'   |     |
| ПЗ       | 31 | Неманя Матич           |       | 86' |
| ПЗ       | 6  | Максенс Какере         |       |     |
| ПЗ       | 8  | Корентен Толіссо       |       | 74' |
| НП       | 18 | Раян Шеркі             |       | 67' |
| НП       | 17 | Саїд Бенрахма          |       | 74' |
| НП       | 10 | Александр Ляказетт (c) |       |     |
| Заміни:  |    |                        |       |     |
| ВР       | 1  | Антоні Лопіш           |       |     |
| ЗХ       | 14 | Адріелсон              |       |     |
| ЗХ       | 21 | Енріке                 |       |     |
| ПЗ       | 25 | Орель Мангаля          |       | 74' |
| ПЗ       | 98 | Ейнслі Мейтленд-Найлз  |       | 73' |
| НП       | 7  | Мама Балде             |       | 86' |
| НП       | 9  | Гіфт Орбан             |       |     |
| НП       | 11 | Малік Фофана           |       | 74' |
| НП       | 37 | Ернест Нуама           |       | 67' |
| Тренер:  |    |                        |       |     |
| П'єр Саж |    |                        |       |     |

| ВР          | 99 | Джанлуїджі Доннарумма |     |       |
| ЗХ          | 2  | Ашраф Хакімі          |     |       |
| ЗХ          | 5  | Маркіньйос (к)        |     |       |
| ЗХ          | 35 | Лукас Бералдо         |     |       |
| ЗХ          | 25 | Нуну Мендіш           |     |       |
| ПЗ          | 17 | Вітінья               |     |       |
| ПЗ          | 33 | Воррен Заїр-Емері     |     |       |
| ПЗ          | 8  | Фабіан Руїс           |     |       |
| НП          | 10 | Усман Дембеле         | 88' | 90+2' |
| НП          | 7  | Кіліан Мбаппе         |     |       |
| НП          | 29 | Бредлі Баркола        |     | 85'   |
| Заміни:     |    |                       |     |       |
| ВР          | 80 | Арнау Тенас           |     |       |
| ЗХ          | 15 | Данілу Перейра        |     |       |
| ЗХ          | 37 | Мілан Шкріньяр        |     |       |
| ЗХ          | 42 | Йорам Заге            |     |       |
| ПЗ          | 4  | Мануель Угарте        |     |       |
| ПЗ          | 19 | Лі Канін              |     | 85'   |
| НП          | 9  | Гонсалу Рамуш         |     |       |
| НП          | 11 | Марко Асенсіо         |     | 90+2' |
| НП          | 23 | Рандаль Коло Муані    |     |       |
| Тренер:     |    |                       |     |       |
| Луїс Енріке |    |                       |     |       |

| Асистенти арбітра : Ерван Фінджан Мехді Рахмуні Четвертий арбітр : Жером Брізар Відеоасистенти арбітра : Бастьєн Дешепі Йоганн Руїнсард Помічник резервного арбітра : Крістоф Муйссет | Регламент матчу: - 90 хвилин - 30 хвилин додаткового часу, якщо необхідно - Післяматчеві пенальті, якщо рахунок залишається рівним - На заміні можуть перебувати до 9 гравців - Максимум п'ять замін у три слоти, шоста дозволяється в додатковий час |